# (4527) Schoenberg
(4527) Schoenberg es un asteroide perteneciente al cinturón de asteroides, descubierto el 24 de julio de 1982 por Edward Bowell desde la Estación Anderson Mesa (condado de Coconino, cerca de Flagstaff, Arizona, Estados Unidos).

## Designación y nombre
Designado provisionalmente como 1982 OK. Fue nombrado Schoenberg en honor al compositor austríaco Arnold Schoenberg.

## Características orbitales
Schoenberg está situado a una distancia media del Sol de 2,236 ua, pudiendo alejarse hasta 2,710 ua y acercarse hasta 1,763 ua. Su excentricidad es 0,211 y la inclinación orbital 4,242 grados. Emplea 1222 días en completar una órbita alrededor del Sol.

## Características físicas
La magnitud absoluta de Schoenberg es 13,9. Tiene 3,94 km de diámetro y su albedo se estima en 0,377.